# Leonidas Vargas
Leónidas Vargas Vargas (Caquetá, 13 de mayo de 1949-Madrid, 8 de enero de 2009), alias "El viejo", fue un narcotraficante colombiano.
Fue miembro del Cártel de Medellín como narcotraficante junto a Pablo Escobar, Gustavo Gaviria, Roberto Escobar, Gonzalo Rodríguez Gacha, Carlos Lehder, aunque era alguien de muy bajo perfil y era uno de los miembros del Cartel más reservados y silenciosos junto al destacado sicario Jhon Jairo Arias Tascón "Pinina" y en su momento el también sicario Jhon Jairo Velásquez Vázquez "Popeye" fue muy destacado como narcotraficante dentro de la organización, años después de la muerte de Pablo Escobar y de la desarticulación del Cártel de Medellín, fundaría su propia organización criminal en la que fue el jefe del Cártel de Caquetá, que fue asesinado a tiros en un hospital de Madrid el 8 de enero del 2009; su mal estado de salud lo tenía hospitalizado.

## Biografía
Vargas descendía de una familia campesina del Caquetá, y sólo alcanzó a realizar estudios primarios. Fue expendedor de carne hasta que comenzó en el negocio de las drogas como asesino a sueldo en Florencia (Caquetá). Luego, se fue involucrando en el negocio de la coca, hasta que llegó a ser socio, a mediados de la década de 1980, de uno de los jefes del Cártel de Medellín, Gonzalo Rodríguez Gacha, alias El Mexicano. Vargas envió, junto con Rodríguez Gacha, droga hacia Estados Unidos a través de Centroamérica, a donde llegaba después de una travesía por las selvas del Darien. Vargas era conocido como ex capo de los cárteles de la droga de Caquetá y de otros más pequeños en el sur del país, que negociaban la droga con la guerrilla de las Fuerzas Armadas Revolucionarias de Colombia - Ejército del Pueblo (FARC-EP). Fue secuestrado por esa guerrilla, y únicamente fue puesto en libertad a cambio de 20 millones de pesos y varios radios de alta frecuencia y de la marca Yaesu.
Cuando Gonzalo Rodríguez Gacha fue dado de baja en diciembre de 1989 por la Infantería de Marina, Vargas heredó su poder como capo del narcotráfico. También libró una guerra con Víctor Carranza, apodado el "rey de las esmeraldas". Se le acusó del magnicidio de Luis Carlos Galan (1989), de la masacre de Florencia (1992) y del plan asesino desde la Cárcel La Modelo contra Horacio Serpa cuando era candidato a la presidencia por el Partido Liberal Colombiano en 1997.
Las autoridades colombianas llegaron a ofrecer una recompensa de 5 millones de dólares, y apareció en un listado que contenía los narcotraficantes más buscados de Colombia, al lado de las de Don Diego y Jabón, jefes del Cártel del Norte del Valle.

## Captura
Vargas fue capturado en la ciudad de Cartagena de Indias el 6 de enero de 1993, mientras departía en un casino. Fue condenado a 19 años de prisión en Colombia, el 26 de mayo de 1999, por delitos relacionados con el narcotráfico, y a otros 26 delitos por homicidio, porte ilegal de armas y enriquecimiento ilícito. Fue enviado a la cárcel de Itagüí (Antioquia) hasta el 12 de octubre del 2001. En mayo del 2004 estuvo bajo sospecha, debido a un episodio en el que fiscales antimafia ayudaron a desaparecer del búnker de la Fiscalía parte del expediente penal en su contra. El caso tenía que ver con un cargamento de 391 kilos de cocaína, decomisados por la Policía de Honduras, a bordo de una avioneta Cessna bimotor.

## Extinción de dominio en Colombia
La Dirección Nacional de Estupefacientes de Colombia se apoderó de 377 bienes que fueron de Leónidas Vargas. Cerca de la mitad de esas propiedades ya fueron objeto de extinción de dominio, pero ninguna de las propiedades confiscadas aparece a nombre de Leónidas Vargas, sino que figura a nombre de varias sociedades y terceros.
Entre las excentricidades de Vargas estaba una casa ubicada en el norte de Bogotá, cercana a la población de Chía, y que fue construida con la forma del departamento de Caquetá. Vargas también mantenía otras propiedades, entre las que se encontraban la plaza de toros de Santo Domingo en Florencia (Caquetá), así como numerosas haciendas en los Llanos Orientales.
A pesar de todos estos bienes, la Policía Nacional de Colombia declaró que Vargas no tendría vínculos con narcotráfico luego de salir de la cárcel. Según declaraciones del general Álvaro Caro Meléndez, de la Policía colombiana, Vargas ya habría cumplido su condena y no se le volvió a comprobar algún vínculo con cargamentos de droga luego de salir de la cárcel por pena cumplida.

## Captura en Madrid
Vargas fue detenido en Madrid el 8 de julio de 2006 por narcotráfico y crimen organizado. Vargas presentó ante las autoridades aeroportuarias un pasaporte venezolano falso. En España era investigado por la justicia regional, ya que, años atrás, Vargas fue investigado por su presunta implicación en el envío de un cargamento de cocaína, que fue interceptado en una avioneta que viajaba hacia Surinam, y por su presunta participación en la desaparición de Isauro Portela Guzmán y José Moisés Barrero Martínez en 1995.

## Libertad bajo fianza
La Audiencia Nacional le había puesto en libertad bajo fianza por problemas de salud, y le había autorizado para acudir al hospital cuando fuese necesario. En julio, el juez Fernando Abreu acordó la libertad de Vargas, bajo fianza de 200.000 euros (270.000 dólares), debido a que sufría una enfermedad pulmonar grave y los médicos le habían dado expectativas de vida muy cortas.

## Muerte
Vargas había recibido permiso para ser trasladado a la clínica madrileña el 12 de octubre en el año 2008, a causa de un problema de hipertensión. Fue baleado 4 veces con silenciador el 8 de enero de 2009 por 2 sicarios de Medellín mientras reposaba en una cama de la habitación 537 del Hospital Doce de octubre. La Policía española cree que pudo haber sido un ajuste de cuentas, terminando así con la vida de Leónidas Vargas. 2 días después su hermano Fabio Vargas fue asesinado junto a su novia la actriz y exreina de belleza Liliana Lozano. Sus cuerpos fueron dejados en un terreno a las afueras del municipio colombiano de Pradera (Valle del Cauca).